# عدد رایو
عدد رایو (انگلیسی: Rayo's number) بزرگترین عددی است که به نام استاد مکزیکی آگوستین رایو {es} (متولد ۱۹۷۳) نامگذاری شده‌است که ادعا شده بزرگترین عدد (نامگذاری شده) است. این عدد در ابتدا در «دوئل عدد بزرگ» در MIT در ۲۶ ژانویه ۲۰۰۷ تعریف شد.